# دوغلاس إل. إدموندز
دوغلاس إل. إدموندز (بالإنجليزية: Douglas Lyman Edmonds) هو محامي وقاضي أمريكي، ولد في 20 نوفمبر 1887 في شيكاغو في الولايات المتحدة، وتوفي في 10 مايو 1962 في سان جوان كابيسترانو في الولايات المتحدة بسبب حادث مرور.